# Miriam Yeung Chin-Wah
Miriam Yeung Chin-Wah (3 februari 1974) is Hongkongse actrice en Cantopopzangeres. Voordat ze in de amusementsbusiness terechtkwam, was ze verpleegster. Ze zat op de Holy Family Canossian College Kowloon. Ze begon in 1995 met zingen en heeft sindsdien veel fans. Yeung spreekt Standaardkantonees, Engels en Standaardmandarijn.

## Zangcarrière
Als zangeres ontving Miriam enkele prijzen en verschillende van haar liedjes werden hits, zoals: Why aquarius (可惜我是水瓶座), Maiden's prayer (少女的祈禱), Sisters en Small city, important matter (小城大事).
Small city, important matter en Maiden's prayer wonnen beide de prijs "Best Song of the Year Award" in 2004 en 2000. Ze ontving ook de prijzen "Most Popular Female Singer", "2006 CRHK Chik Chak 903 Music Awards Favourite Female Singer", "Female Singer Golden Award" en "HK'S Top 10 Outstanding Youth 2005", hetgeen haar populariteit nog deed groeien.
Haar laatste album bij Gold Label, "Unlimited", werd uitgebracht op 15 december 2006, de dag dat haar contract daar eindigde. Daarna tekende ze een contract met Amusic.
Het album Meridian werd uitgebracht op 14 augustus 2007. Alle liedjes die op dit album voorkomen, zijn persoonlijk gekozen door de zanger Leon Lai.
In 2008 werd Miriam gevraagd om te komen optreden bij de opening van It's A Small World in Hong Kong Disneyland.

## Filmografie
- Love At First Fight (2007)
- Hooked on You (每當變幻時) (2007)
- The Heavenly Kings (cameo) (2006)
- 2 Become 1 (天生一對) (2006)
- Drink, Drank, Drunk (千杯不醉) (2005)
- My Sweetie (甜絲絲) (2004)
- Three... Extremes (三更2) (2004) - Dumplings (2004)
- Elixir of Love (花好月圓) (2004)
- Three of a Kind (煎釀三寶)(2003)
- Anna in Kung-Fu Land] (安娜與武林) (2003)
- Sound of Colors (地下鐵) (2003)
- Dragon Loaded 2003 (龍咁威 2003) (2003)
- Love Undercover 2: Love Mission (新紮師妹2 美麗任務) (2003)
- My Lucky Star (行運超人) (2003)
- Frugal Game (慳錢家族) (2002)
- Love Undercover (新紮師妹) (2002)
- Dry Wood, Fierce Fire (乾柴烈火) (2002)
- Feel 100% II (百份百感覺2) (2001)
- Dummy Mommy, Without a Baby (玉女添丁) (2001)
- The Group (烈火青春) (1998)

## Discografie
Standaardkantonese albums
- Home(EP+DVD)  (2010)
- 囍愛楊千嬅 (新歌+精選) (2CD + Karaoke DVD)  (2010)
- 千嬅盛放 Miriam Greatest Hits 1996-2006 (2009)
- 原來過得很快樂 (2009)
- Wonder Miriam (2008)
- Meridian (2007)
- SIMPLY ME 新歌 + 精選 BEST COLLECTION (3cd+Karaoke-dvd) (2007)
- Unlimited (2006)
- Single (2005)
- Electric Girl (電光幻影) (2004)
- Grand Opening (開大) (2004)
- Miriam's Melodies (2003)
- Make Up (2003)
- Miriam's Music Box (2002)
- M vs M - Part II (2002)
- M vs M - Part I (2002)
- Miriam (2001)
- Kiss Me Soft, Play It Loud (2000)
- A Winter's Tale (冬天的故事) (1999)
- Summer Story (夏天的故事) (1999)
- 1 to 100 EP (1998)
- Yeung Chin Wah Experiencing Collection (楊千嬅體驗入學)
- Visit This Place (到此一遊)
- My Private Diary (私日記) (1997)
- Feeling (直覺) (1997)
- The Wolf Is Coming (狼來了) (1996)

Standaardmandarijnse albums
- Yang Mei (揚眉) (2003)
- Smile (微笑) (1999)

Concert op vcd/dvd
- Miriam Yeung + Chet Lam Music is Live (楊千嬅+林一峰 拉闊音樂會) (2005)
- Yeung Chin Wah Kungheifatchoi V3 In Cheung Wui (2004)
- Anthony Wong + Miriam Yeung 903 Music is Live Karaoke (2004)
- Million Purple Thousand Red M Yeung Live (楊千嬅萬紫千紅演唱會) (2002)
- Miriam Music Is Live (拉闊音樂會) (2001)
- 903 California Red Miriam Yeung Live In Concert 903 (狂熱份子音樂會) (2000)